# مايكل كوسترليتز

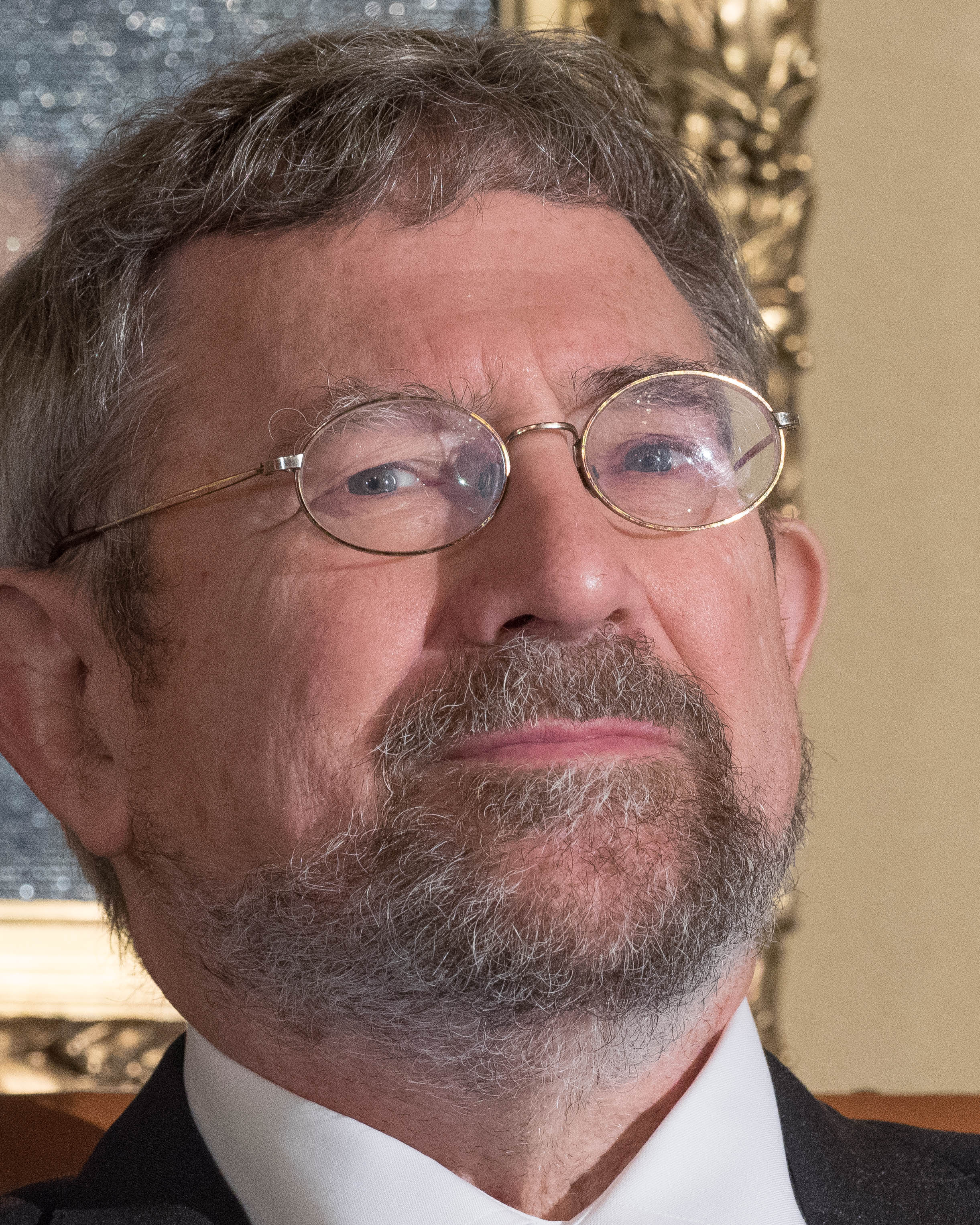
مايكل كوسترليتز في مؤتمر صحفي نوبل في ستوكهولم ، السويد ، ديسمبر 2016

جون مايكل كوسترليتز (بالإنجليزية: John Michael Kosterlitz)‏ (و. 1942 – م) هو عالم فيزياء اسكتلندي بريطاني ولد في سنة 1942 في مدينة أبردين في أسكتلندا، مايكل هو ابن الكيميائي هانس كوسترليتز، في سنة 2016 حاز على جائزة نوبل في الفيزياء مع ديفيد ثاوليس ودنكن هالداين بعد اكتشافاتهم في فيزياء المواد المكثفة.

## جوائز
حصل على جوائز منها:
- جائزة نوبل في الفيزياء (4 أكتوبر 2016)[9][10]
- Lars Onsager Prize (2000)
- Maxwell Medal and Prize (1981).